# 邦特吕
邦特吕（法語：Banthelu，法語發音：[bɑ̃tly] ⓘ）是法国法兰西岛大区瓦兹河谷省的一个市镇，属于蓬图瓦兹区。

## 地理
邦特吕（49°7'34"N, 1°48'53"E）面积8.1 平方千米，位于法国法蘭西島大區瓦兹河谷省，该省份为法国北部内陆省份，北起瓦兹省，西接厄尔省，南至塞纳-圣但尼省、上塞纳省和伊夫林省，东临塞纳-马恩省。
与邦特吕接壤的市镇（或旧市镇、城区）包括：韦克桑地区马尼、阿尔蒂、沙尔蒙、韦克桑地区克莱里、韦克桑地区吉里、韦克桑地区莫代图尔、维迪若利维拉日。

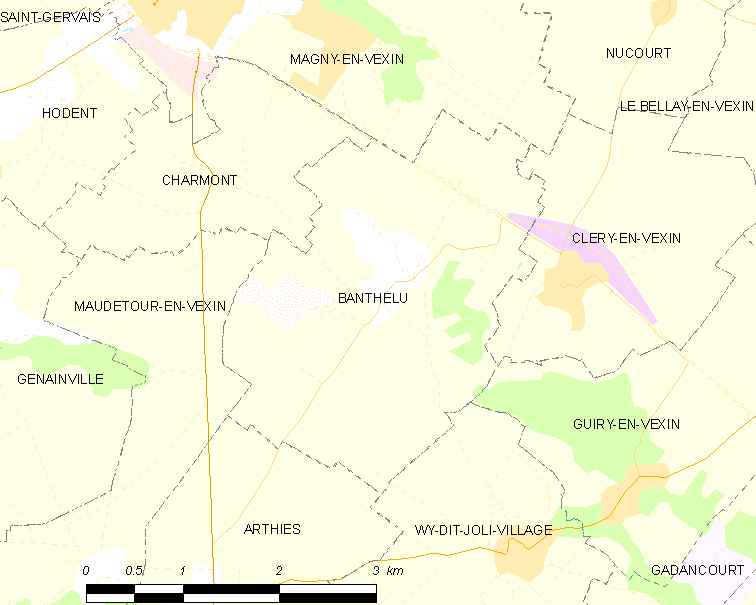
邦特吕的OSM定位图

邦特吕的时区为UTC+01:00、UTC+02:00（夏令时）。

## 行政
邦特吕的邮政编码为95420，INSEE市镇编码为95046。

## 政治
邦特吕所属的省级选区为沃雷阿勒县。

## 人口

1962-2008年间邦特吕人口变化图示

邦特吕于2022年1月1日时的人口数量为148人。